# Тетерятник (хутор)
Тетерятник — хутор в Крымском районе Краснодарского края.
Входит в состав Киевского сельского поселения. Согласно переписи населения 2010 года в хуторе зарегистрирован один человек.

## Население
| 1999 | 2002 | 2010 |
| ---- | ---- | ---- |
| 0    | ↗2   | ↘1   |